# André Lhote
André Lhote (Burdeos, 5 de julio de 1885 - París, 24 de enero de 1962) fue un pintor francés.

## Datos biográficos
Tras asistir al curso de escultura de la École des Beaux-Arts de Burdeos, entró en el mundo de los profesionales de la pintura. Expuso en el Salón de Artistas Independientes en 1906 y en el Salón de Otoño del año siguiente. Se sintió atraído por el Cubismo, integrando la Section d'Or.
Intentó adaptar el cubismo al clasicismo y obtuvo por ello la adhesión de gran número de aficionados que se espantaban con los cambios excesivamente radicales pero en sus obras denota el más puro academicismo. En 1922 abrió una academia para difundir su pensamiento estético, ejerciendo de influyente pedagogo. Su obra teórica tuvo mucho peso en las décadas centrales del siglo XX. Fueron sus alumnos, entre otros, William Klein, Tamara de Lempicka, Lino Enea Spilimbergo, Bertrand Dorny, Marcelle Rivier, Henri Cartier-Bresson, Héctor Sgarbi, Amalia Nieto, Greta Knutson y Robert Wehrlin.
Alumnos a los que se suman Tarsila do Amaral, Antonio Berni y Tamara de Lempicka.
Lhote dictó conferencias en Francia y en otros países, como Bélgica, Inglaterra, Italia , en los 1950s, en Egipto y en Brasil. En Egipto, Lhote trabajó con Effat Nagy usando arqueología local para material de su obra.